# Griekenland op de Olympische Zomerspelen 1976
Griekenland nam deel aan de Olympische Zomerspelen 1976 in Montréal, Canada. Voor het eerst sinds 1964 werd geen medaille gewonnen.

## Deelnemers en resultaten per onderdeel

### Atletiek
| Olympiër                  | Discipline               | Resultaat | Prestatie                                            |
| ------------------------- | ------------------------ | --------- | ---------------------------------------------------- |
| Vasilios Papageorgopoulos | 100m (m)                 | 45e       | serie 5: 6de in 10,82                                |
| Spilios Zaxaropoulos      | 1500m (m)                | 32e       | serie 5: 8ste in 3.45,12                             |
| Stratos Vasileiou         | 110m horden (m)          | 20e       | serie 2: 6de in 14,33                                |
| Georgios Parris           | 400m horden (m)          | DNF       | serie 4: 3de in 51,91 halve finale 1: niet gefinisht |
| Stavros Tziortzis         | 400m horden (m)          | 10e       | serie 1: 1ste in 50,42 halve finale 2: 6de in 50,330 |
| Mikhail Koussis           | marathon (m)             | 29e       | 2:21.42                                              |
| Panagiotis Khatzistathis  | verspringen (m)          | 27e       | kwalificatie groep B: 11de met 7,33m                 |
| Apostolos Kathiniotis     | hink-stap-springen (m)   | 22e       | kwalificatie groep B: 10de met 14,13m                |
| Dimitrios Kyteas          | polsstokhoogspringen (m) | 23e       | kwalificatie groep B: 10de met 5,00m                 |
| Dimitrios Kyteas          | kogelslingeren (m)       | 20e       | kwalificatie groep B: 10de met 65,50m                |
|                           |                          |           |                                                      |
| Maroula Lambrou-Teloni    | verspringen (v)          | 17e       | kwalificatie groep B: 7de met 6,13m                  |
| Sofia Sakorafa            | speerwerpen (v)          | 17e       | kwalificatie: geen geldige poging                    |

### Boksen
| Olympiër             | Discipline | Resultaat | Prestatie                                                                                |
| -------------------- | ---------- | --------- | ---------------------------------------------------------------------------------------- |
| Thanasis Khouliaras  | -54kg (m)  | 25e       | 1ste ronde: V van KOR Chul: 0-5                                                          |
| Georgios Agrimanakis | -60kg (m)  | 9e        | 1ste ronde: vrij 2de ronde: W van TUN Jilassi: walk-over 3de ronde: V van HUN Botos: 1-4 |
| Athanasios Iliadis   | -67kg (m)  | 17e       | 1ste ronde: W van LIB Shima: walk-over 3de ronde: V van GDR Bachfeld: 0-5                |

### Gewichtheffen
| Olympiër                  | Discipline  | Resultaat | Prestatie                                                       |
| ------------------------- | ----------- | --------- | --------------------------------------------------------------- |
| Ioannis Athanasiadis      | -52kg (m)   | 14e       | trekken: 16de met 87,5kg stoten: 13de met 110kg totaal: 197,5kg |
| Eleftherios Stefanoudakis | -67,5kg (m) | DNF       | trekken: 13de met 120kg stoten: geen geldige poging             |
| Nikos Iliadis             | -82,5kg (m) | 4e        | trekken: 5de met 150kg stoten: 4de met 190kg totaal: 340kg      |
| Khristos Iakovou          | -90kg (m)   | DNF       | trekken: 5de met 155kg stoten: geen geldige poging              |

### Schietsport
| Olympiër             | Discipline         | Resultaat | Prestatie                       |
| -------------------- | ------------------ | --------- | ------------------------------- |
| Lambis Manthos       | 50m geweer liggend | 41e       | 586 punten: (98-96-98-99-97-98) |
| Ioannis Skarafingas  | 50m geweer liggend | 47e       | 585 punten: (98-99-95-99-95-99) |
| Pavlos Kanellakis    | skeet              | 26e       | 190 punten                      |
| Panagiotis Xanthakos | skeet              | 41e       | 187 punten                      |

### Wielersport
| Olympiër         | Discipline       | Resultaat | Prestatie                                                           |
| Baan             | Baan             | Baan      | Baan                                                                |
| ---------------- | ---------------- | --------- | ------------------------------------------------------------------- |
| Mikhail Kountras | sprint (m)       | 22e       | serie 2: V van ITA Rossi 1ste ronde herkansingen: V van BUL Tonchev |
| Mikhail Kountras | tijdrit (m)      | 11e       | 1.11,435                                                            |
| Weg              |                  |           |                                                                     |
| Mikhail Kountras | wegwedstrijd (m) | DNF       | niet gefinisht                                                      |

### Worstelen
| Olympiër             | Discipline  | Resultaat   | Prestatie |
| Vrije stijl          | Vrije stijl | Vrije stijl | Vrije stijl |
| -------------------- | ----------- | ----------- | --- |
| Ioannis Athanasiadis | -57kg (m)   | 7e          | 1ste ronde: W van KOR Jeong: 28-26 2de ronde: W van NZL Oldridge 3de ronde: W van YUG Darlev 4de ronde: V van IRI Kheder: 8-26 5de ronde: V van GDR Brüchert: 11-22 |
| Grieks-Romeins       |             |             | |
| Babis Kholidis       | -52kg (m)   | 14e         | 1ste ronde: V van HUN Racz: 9-13 2de ronde: V van USA Thompson |
| Stelios Mygiakis     | -62kg (m)   | 7e          | 1ste ronde: W van TUR Uysal 2de ronde: V van URS Davidjan: 2-15 3de ronde: W van SWE Malmkvist 4de ronde: V van POL Lipien                                          |
| Petros Galaktopoulos | -74kg (m)   | 8e          | 1ste ronde: W van CAN Renken 2de ronde: V van GDR Göpfert: 6-9 3de ronde: V van FRG Helbing                                                                         |

### Zeilen
| Olympiër                                             | Discipline | Resultaat | Prestatie                          |
| ---------------------------------------------------- | ---------- | --------- | ---------------------------------- |
| Anastasios Bountouris                                | finn       | 6e        | 77 punten: (13-8-9-4-21-7-4)       |
| Dimitris Gerontaris Antonios Bonas                   | 470        | 27e       | 175 punten: (24-20-28-25-27-21-22) |
| George Andreadis Konstant Lymberakis George Perrakis | soling     | 14e       | 108,7 punten: (18-12-19-12-6-17-8) |

### Zwemmen
| Olympiër              | Discipline           | Resultaat | Prestatie                |
| --------------------- | -------------------- | --------- | ------------------------ |
| Georgios Karpouzis    | 200m vrije slag (m)  | 36e       | serie 2: 4de in 1.59,25  |
| Georgios Karpouzis    | 400m vrije slag (m)  | 37e       | serie 4: 5de in 4.12,41  |
| Georgios Karpouzis    | 1500m vrije slag (m) | 26e       | serie 1: 6de in 16.53,92 |
| Konstantinos Koskinas | 100m vlinderslag (m) | 36e       | serie 6: 7de in 1.00,20  |

Amerikaanse Maagdeneilanden · Andorra · Antigua en Barbuda · Argentinië · Australië · Bahama's · Barbados · België · Belize · Bermuda · Bolivia · Bondsrepubliek Duitsland · Brazilië · Bulgarije · Canada · Chili · Colombia · Costa Rica · Cuba · Denemarken · Dominicaanse Republiek · Duitse Democratische Republiek · Ecuador · Egypte · Fiji · Filipijnen · Finland · Frankrijk · Griekenland · Groot-Brittannië · Guatemala · Haïti · Honduras · Hongarije · Hongkong · Ierland · IJsland · India · Indonesië · Iran · Israël · Italië · Ivoorkust · Jamaica · Japan · Joegoslavië · Kaaimaneilanden · Kameroen · Koeweit · Libanon · Liechtenstein · Luxemburg · Maleisië · Marokko · Mexico · Monaco · Mongolië · Nederland · Nederlandse Antillen · Nepal · Nicaragua · Nieuw-Zeeland · Noord-Korea · Noorwegen · Oostenrijk · Pakistan · Panama · Papoea-Nieuw-Guinea · Paraguay · Peru · Polen · Portugal · Puerto Rico · Roemenië · San Marino · Saoedi-Arabië · Senegal · Singapore · Sovjet-Unie · Spanje · Suriname · Thailand · Trinidad en Tobago · Tsjecho-Slowakije · Tunesië · Turkije · Uruguay · Venezuela · Verenigde Staten · Zuid-Korea · Zweden · Zwitserland